# Jewgienij Chałdiej

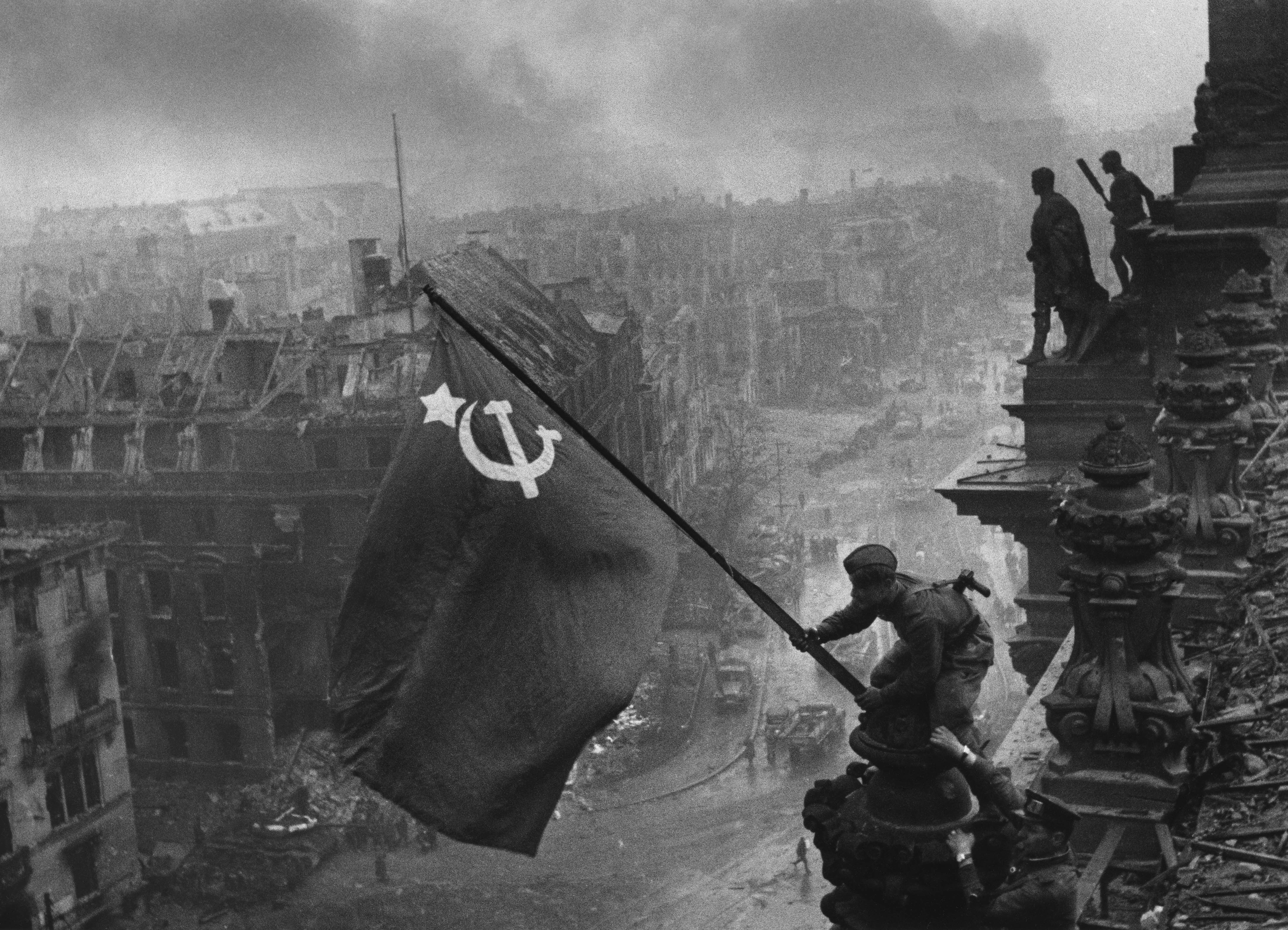
Sztandar nad Reichstagiem

 Jewgienij Ananjewicz Chałdiej (ros. Евгений Ананьевич Халдей, ur. 25 lutego?/10 marca 1917 w Juzowce, zm. 23 października 1997 w Moskwie) – radziecki i rosyjski fotograf, znany przede wszystkim z fotoreportaży wojennych dotyczących najważniejszych wydarzeń II wojny światowej.

## Życiorys
Pochodził z rodziny żydowsko-ukraińskiej. Gdy miał rok, jego matkę zabito w pogromie w 1918 r. Od ok. 1936 r. pracował dla agencji TASS, dla której dokumentował później m.in. procesy norymberskie. W 1941 lub 1942 Niemcy zamordowali jego ojca i siostry mieszkających w Stalino. Jako oficer Armii Czerwonej przeszedł z nią szlak bojowy aż do Berlina. Od 1949 roku z uwagi na swoje żydowskie pochodzenie znalazł się w niełasce i utracił pracę w TASS. Pracował później w „Prawdzie”, a także jako wolny strzelec.

## Sztandar nad Reichstagiem
Sławę Chałdiejowi przyniosła fotografia, którą wykonał w maju 1945 pod koniec bitwy o Berlin. Zdjęcie przedstawia moment umieszczania radzieckiego sztandaru na budynku Reichstagu. Fotografia była inscenizowana. Faktycznie flagę zatknął 23-letni radziecki żołnierz Michaił Minin 30 kwietnia 1945 r. około godziny 22.40. Następnie została ona zdjęta przez grupę niemieckich bojowników po krótkotrwałym odbiciu Reichstagu. Chałdiej wzorując się na zdjęciu amerykańskiego fotografa Joe Rosenthala, przedstawiającym moment zatknięcia flagi przez amerykańskich żołnierzy na wyspie Iwo Jima, zorganizował niewielką grupę żołnierzy. Sztandar umieścili 2 maja 1945 Gruzin Meliton Kantaria i Rosjanin Michaił Jegorow.
Autor wykonał całą serię inscenizowanych zdjęć. To, które przeszło do historii, zostało zamieszczone przez tygodnik „Ogoniok”. Fotografia nie oparła się cenzurze. Sam autor w celu pogłębienia dramaturgii dodał dymy nad płonącym Berlinem, natomiast radziecka cenzura usunęła zegarek z ręki radzieckiego żołnierza wzniesionej w geście triumfu. Zegarek na drugiej ręce pozostał – ingerencja miała na celu uniknięcie śladów rabunkowej działalności Armii Czerwonej w zrujnowanym Berlinie. Chałdiej, aby zdobyć odpowiednią flagę do zdjęcia, udał się po nią samolotem do Moskwy.
Z uwagi na niełaskę, w jakiej znalazł się Jewgienij Chałdiej, przez długie lata brak było informacji o autorze fotografii. Sytuacja ta zmieniła się dopiero po upadku ZSRR. W 1995 r. został zaproszony na Festival Visa do Perpignan, gdzie poznał osobiście Joe Rosenthala (syna żydowskich emigrantów z Rosji), 50 lat po inspiracji jego słynną fotografią z Iwo Jimy. Dwa lata później Chałdiej zmarł na udar mózgu.
Został pochowany na Cmentarzu Kuncewskim w Moskwie.